# عائشة الكعبي
عائشة خلف الكعبي شاعرة وتشكيلية وقاصة ومترجمة إمارتية، وُلدت في عجمان بالإمارات في 7 مايو عام 1973. تخرجت من جامعة أركنساس بالولايات المتحدة الأمريكية، تخصص علم الأحياء المجهرية عام 2001، حيث حصلت على الماجستير أيضًا. عملت كأستاذة مساعدة بكلية العلوم بجامعة الإمارات، وأمينًا عامًا مساعدًا للجنة الوطنية الإماراتية لليونيسكو. تكتب في مجالات الشعر والقصة القصيرة وتهتم بالترجمة. خاضت تجربة التقديم الإعلامي مذيعة للأخبار بقناتي أبو ظبي ودبي. حازت المركز الأول في جائزة المرأة الإماراتية للآداب والفنون مجال القصة القصيرة عام 2011. وهي عضو في اتحاد الكتاب بدولة الإمارات. قدمت مجموعة من القصص والأشعار العالمية بأسلوب شاعري موسيقي فريد، وكونت بسلاسة لغتها وتذوقها الفذ تصورًا أخاذًا للنص المترجم لا يقل في قيمته عن النص الأصل. صدر لها المجموعات القصصية غرفة القياس ولا عزاء لقطط البيوت. كما صدر لها كيف كتبت الرسالة الأولى، وهو عبارة عن ترجماتها الأدبية في مجال القصة القصيرة العالمية. وقد أسست دار اقرأني للنشر والتوزيع، التي صدرت عنها الطبعة الثانية من غرفة القياس، ربات الشعر عام 2012، عبارة عن قصائد مترجمة لشاعرات عالميات، العالم  يحكي عام 2012، وهي قصص تراثية عالمية جمعتها عائشة وأعادت روايتها بأسلوبها الخاص. كما أصدرت عام 2013 كتابًا مشتركًا مع زوجها الإعلامي والشاعر محمد الهاشمي، جمعا به 68 قصة ل34 عنوانًا لقصص قصيرة جدًا.

## مؤلفاتها
- المجموعة القصصية غرفة القياس عن دائرة الثقافة بالشارقة، الإمارات عام 2007.
- المجموعة القصصية لا عزاء لقطط البيوت عن دار أزمنة بعمان بالأردن عام 2011.
- كيف كتبت الرسالة الأولى عن دار أزمنة بعمان بالأردن.
- الطبعة الثانية من المجموعة القصصية غرفة القياس عن دار اقرأني للنشر والتوزيع بالإمارات.

ربات الشعر عام 2012 عن دار اقرأني للنشر والتوزيع بالإمارات.
العالم  يحكي عام 2012 عن دار اقرأني للنشر والتوزيع بالإمارات.